# همایش بین‌المللی احزاب و سازمان‌های مارکسیست-لنینیست (اتحاد و مبارزه)
همایش بین‌المللی احزاب و سازمان‌های مارکسیست-لنینیست (اتحاد و مبارزه) (به انگلیسی: International Conference of Marxist–Leninist Parties and Organizations (ICMLPO)) شبکه‌ای بین‌المللی از احزاب کمونیست ضد تجدیدنظرطلبی است که از سنت خوجه‌ایستی و طرفدار خط انور خوجه و حزب کار آلبانی هستند.
این سازمان ادعای تداوم‌بخشی به سازمان‌های انترناسیونال احزاب کمونیست سدهٔ ۱۹ و ۲۰ همچون انجمن بین‌المللی کارگران و کمینترن را دارد. احزاب عضو این شبکه همچنین به ایده‌های کارل مارکس، ولادیمیر لنین، ژوزف استالین وفادارند و بر اساس اصول مارکسیسم-لنینیسم سازمان می‌یابند.
همایش بین‌المللی در سال ۱۹۹۴ در کیتو در اکوادور تأسیس شد و اعلامیۀ کمونیستی برای کارگران و خلق‌های جهان را به تصویب رساند. در بیست و دومین مجمع عمومی پلاتفرم بین‌المللی: دربارۀ سرمایه‌داری، طبقۀ کارگر و مبارزه برای کمونیسم به تصویب رسید. همایش بین‌المللی سالانه به برگزاری جلسات مجمع عمومی پرداخته و همچنین نشست‌های منطقه‌ای را در اروپا، آمریکا و آسیا برگزار می‌کند. اجلاس اخیر این سازمان بیست و ششمین جلسهٔ آن بوده که در فوریهٔ ۲۰۲۱ برگزار شده است. مجلهٔ تئوریک همایش بین‌المللی با عنوان اتحاد و مبارزه هر شش ماه یک بار به زبان‌های مختلف منتشر می‌شود.
استفاده از پسوند اتحاد و مبارزه به دنبال نام همایش بدین علت است که از جریان مشابهی با نام کنفرانس بین‌المللی احزاب و سازمان‌های مارکسیست لنینیست (نشریه بین‌الملل) که سازمانی مائوئیست است تمیز داده شود.
از میان احزاب و سازمان‌های کمونیست ایران حزب کار ایران (طوفان) در این کنفرانس عضویت دارد.